# البراءة (مسلسل تلفزيوني)
البراءة (بالتركية: Masumiyet)؛ هو مسلسل تلفزيوني درامي تركي لعام 2021. عرض على قناة FOX من بداية 24 فبراير 2021 وانتهى في 24 مايو 2021.

## القصة
تتغير حياة بهار عندما تقع ابنتها البالغة من العمر 19 عامًا في حب الرجل الخطأ. الحب الأول لإبنتها إيلا ليس طالباً جامعياً في عمرها، بل هو رئيس والدها البالغ من العمر 35 عامًا وهو على وشك الزواج من فتاة أخرى!

## الممثلون
- هوليا أوشار في دور هاله إيلغاز.[5]
- محمد أسلانتوغ في دور هارون أورهون
- دينيز تشاكير في دور بهار يوكسال اورهون
- تولغا جوليك في دور تيمور يوكسال
- إيلايدا أليشان في دور إيلا يوكسال ايلغاز
- سيركاي توتونجو في دور ايلكار إيلغاز
- دينيز إيشين في دور ايرام أورهون
- أسينا توجال في دور بانو كايا
- ارطغرل بوستوجولو في دور إسماعيل إيلغاز
- سيلين أوسير في دور يلدا سميث.

## المشاهدات
| "البراءة" نسب المشاهدة | "البراءة" نسب المشاهدة | "البراءة" نسب المشاهدة |
| رقم الحلقات            | تاريخ البث             | التقييمات              |
| ---------------------- | ---------------------- | ---------------------- |
| 1                      | 24 فبراير 2021         | 4.97                   |
| 2                      | 3 مارس 2021            | 4.76                   |
| 3                      | 10 مارس 2021           | 4.50                   |
| 4                      | 17 مارس 2021           | 4.33                   |
| 5                      | 24 مارس 2021           | 4.53                   |
| 6                      | 31 مارس 2021           | 4.06                   |
| 7                      | 7 أبريل 2021           | 4.56                   |
| 8                      | 14 أبريل 2021          | 4.10                   |
| 9                      | 21 أبريل 2021          | 5.58                   |
| 10                     | 28 أبريل 2021          | 3.65                   |
| 11                     | 28 أبريل 2021          | 3.65                   |
| 12                     | 17 مايو 2021           | 3.33                   |
| 13                     | 24 مايو 2021           | 3.32                   |

## جدول البث
| موسم | عدد الحلقات | عدد الحلقات | تاريخ الإصدار الأصلي | تاريخ الإصدار الأصلي | تاريخ الإصدار الأصلي |
| موسم | عدد الحلقات | عدد الحلقات | تاريخ البدء          | تاريخ الانتهاء       | قناة                 |
| ---- | ----------- | ----------- | -------------------- | -------------------- | -------------------- |
| 1    | 13          | 13          | 24 فبراير 2021       | 24 مايو 2021         | Fox                  |

## روابط خارجية
البراءة على الموقع الرسمي (بالتركية).